# Plymouth 1957
La Plymouth 1957 (Plaza, Savoy, Belvedere et Fury) était une génération d'automobiles produite par la firme américaine Plymouth de 1957 à 1960 en parallèle avec les modèles Dodge, DeSoto et Chrysler correspondants. Il s'agissait d'un modèle à la présentation extérieure révolutionnaire avec de grands ailerons intégrés, qui auront une influence dans la création des mythiques modèles de 1959 du groupe rival General Motors, et un châssis bas rendu possible par une suspension à barres de torsion.
Grâce à leur aspect moderne et des qualités routières supérieures à la concurrence, le succès de ces modèles fut instantané mais un développement précipité et de nombreux défauts de qualité lors de leur fabrication ont été la cause de nombreuses avaries et d'un problème de corrosion accélérée, aux lourdes conséquences pour le groupe Chrysler qui mettra de nombreuses années à s'en remettre.

## Genèse
Durant la période 1948-1954, le groupe Chrysler a pâti d'une certaine désaffection du grand public en partie imputable à un design moins vendeur. La marque Plymouth, d'ordinaire troisième voire deuxième en matière de ventes depuis les années 1930 (derrière Chevrolet et Ford), risquait de perdre cette position. La génération 1955-1956 devait contrer cette tendance, grâce à l'introduction de moteurs V8 plus puissants et une nouvelle carrosserie d'aspect fluide due à Virgil Exner mais ces deux années furent celles d'un succès exceptionnel de la marque Buick reléguant Plymouth à la quatrième place. L'aspect dit "Forward look" des modèles du groupe Chrysler créés par Exner en 1955 servira à nouveau de ligne directrice lorsqu'il se voit donner la consigne d'une nouvelle génération d'automobiles.

### Mise au point

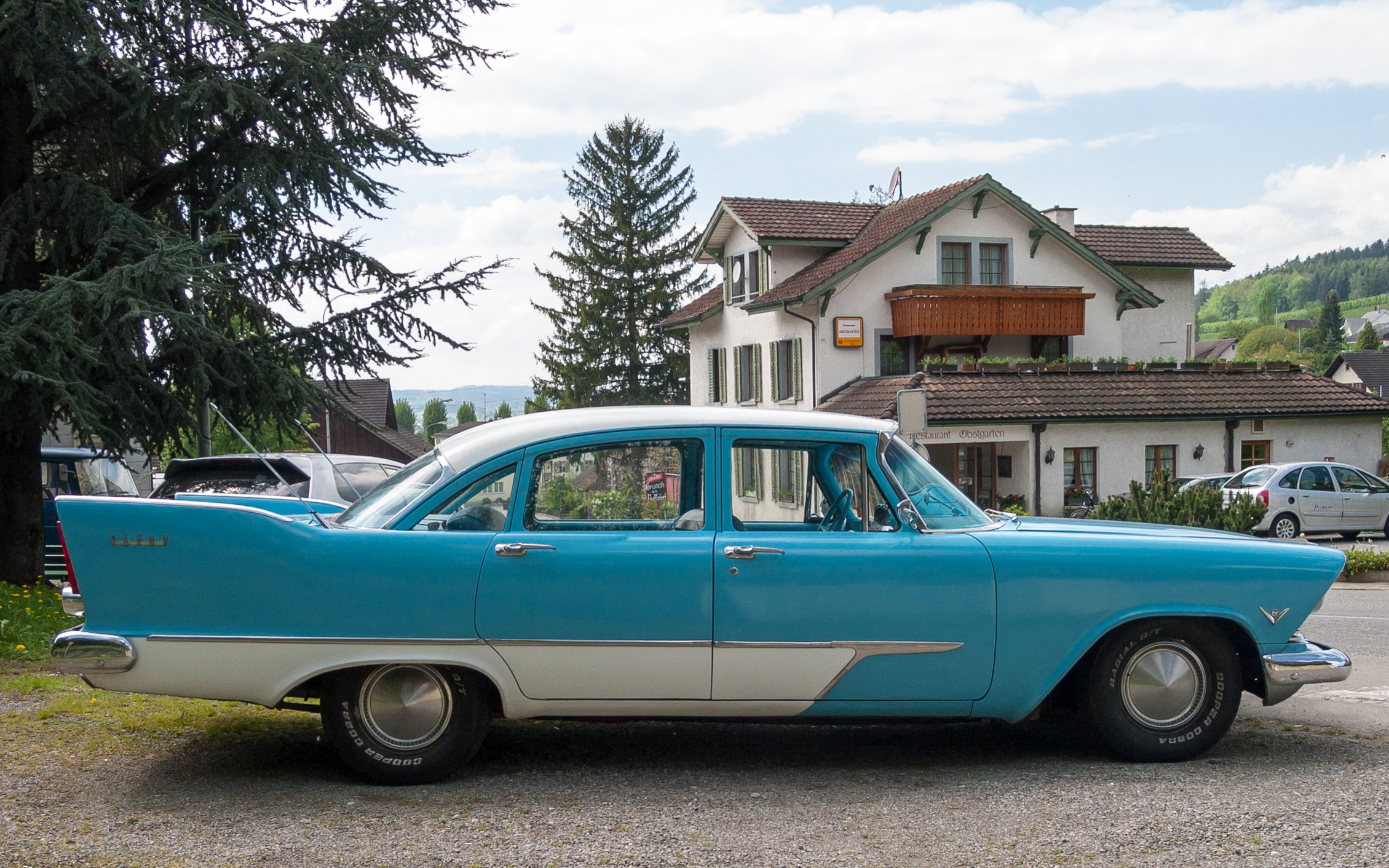
Vue de profil d'une Savoy 1957.

En dehors de la motorisation, des dimensions et des décorations de l'extérieur et de l'habitacle, le même principe de construction et plusieurs éléments communs s'appliquent aux Plymouth (Plaza, Savoy, Belvedere, Fury), Dodge (Kingsway (export), Coronet, Royal et Custom Royal), DeSoto (Diplomat (export), Firesweep, Firedome, Fireflite et Adventurer), Chrysler (Windsor, Saratoga, New Yorker, et 300) et Imperial.
Afin de succéder à la génération introduite en 1955, Exner et l'équipe d'ingénieurs de Chrysler planchent sur un modèle entièrement nouveau qui surpasserait en largeur et le modèle précédent et les concurrents de ce dernier (Ford préparait la même formule pour l'année 1957 avec une automobile plus large et longue tandis que Chevrolet et Pontiac ne réaliseraient qu'un restylage des modèles 1955-1956). Bien que plus courte que le modèle 1956, la carrosserie donne l'illusion d'une voiture plus longue et suit la tendance d'ajouter des ailerons de plus en plus pointus et saillants qui répondent à la ligne chromée présente sur les flancs de la carrosserie des Plymouth les plus luxueuses (Belvedere et Fury) et doivent améliorer l'aérodynamisme. A contrario de ses rivaux qui ont opté dès le milieu des années 1950 pour un pare-brise panoramique à montants verticaux voire inversés, les autos du groupe Chrysler conservent un angle classique de part et d'autre du pare-brise débordant ce qui contribue à renforcer l'aspect fluide et facilite l'accès aux places avant. Comme en 1955-56, l'entourage des phares donne à l'avant un aspect d'angle aigu.
La découverte de ce nouveau design crée un choc retentissant au sein du groupe General Motors, déjà mis en difficulté par les nouvelles Ford de 1957. Proche de la retraite, le designer de GM Harley J. Earl est sommé par la direction de créer sur le champ un remplacement aux nouveaux modèles dont le lancement doit avoir lieu en 1958. L'aspect des Chevrolet, Cadillac, Buick, Oldsmobile et Pontiac construites en 1959-1960 est une réponse directe à la vague initiée par Chrysler.
Le fameux moteur V8 "Hemi" est proposé en option et, en version survitaminée, sur la Plymouth Fury. Pour les autres modèles, un V8 moins onéreux aux chambres de combustion polysphérique a été développé. Pour les Plaza, Suburban et certaines Savoy ou Belvedere, un six-cylindres en ligne développé avant-guerre et poussé à 132 ch reste disponible.
Le châssis, qui rend possible cette caisse large et basse, est à son image. Afin d'améliorer le comportement routier et de réaliser un avant aussi bas, la suspension de l'essieu avant recourt à une barre de torsion. La suspension qui en résulte est appelée "torsion-aire" (malgré l'absence de coussin d'air dans le système) et fait des automobiles du groupe les plus maniables alors vendues aux États-Unis. Si cette suspension n'était pas une première — Packard l'avait mise sur le marché en 1955 —, Chrysler est le premier des "big-three" à la commercialiser.
Afin de réaliser des économies, Plymouth a omis de placer un œillet en caoutchouc aux extrémités de la barre de torsion, ce qui contribuera à la fragilité de l'ensemble en permettant à des corps étrangers d'y générer de la corrosion. Plusieurs autres défauts sont quant à eux causés par une mise au point précipitée en vue de démarrer la production en série à temps pour l'année-modèle 1957.

### Lancement
En vue de renforcer l'image futuriste des nouvelles automobiles, le département de la publicité a choisi pour les Plymouth le slogan « Suddenly it's 1960 » comme si les clients pouvaient avoir trois ans d'avance par rapport au reste du marché automobile. Au sommet de la gamme, un nouveau modèle sportif fait son apparition : la Plymouth Fury, alors proposée uniquement en coupé dans une peinture beige et or. Le succès est tel que la Fury, créée l'année précédente comme une variante de la Belvedere, devient une série complète deux ans plus tard avec tous les types de carrosserie, breaks compris.
Le reste de la gamme est divisé en trois séries selon la même nomenclature qu'en 1954 :
- Plymouth Plaza, la moins onéreuse ;
- Plymouth Savoy, milieu de gamme ;
- Plymouth Belvedere, modèle le plus luxueux.

Avec 726 009 exemplaires, soit 33% de plus qu'en 1956, Plymouth était à nouveau troisième des ventes parmi les « Low-priced three », derrière Ford et Chevrolet qui réalisent chacun plus du double.

### Versions
Huit carrosseries différentes seront proposées, réparties dans une ou plusieurs gammes, de 1959 à 1960 :
- Berline quatre-portes ordinaire à six fenêtres par face et ligne de toit plongeante, comme sur les coupés et deux portes ;
- Berline deux portes dont la fenêtre arrière est divisée en deux par un montant ;
- Coupé deux portes hardtop, sans montant central ;
- Berline quatre portes hardtop à quatre fenêtres par face et ligne de toit plus rectiligne ;
- Cabriolet deux portes ;
- Break quatre portes "Suburban" pouvant être équipée d'une troisième banquette tournée vers l'arrière[15] ;
- Break deux portes "Suburban" ;
- Business coupé, version utilitaire de la berline deux portes sans banquette arrière ni ouvrant aux vitres arrière ; ce modèle est le seul à ne pas être proposé en V8[16].

## 1957

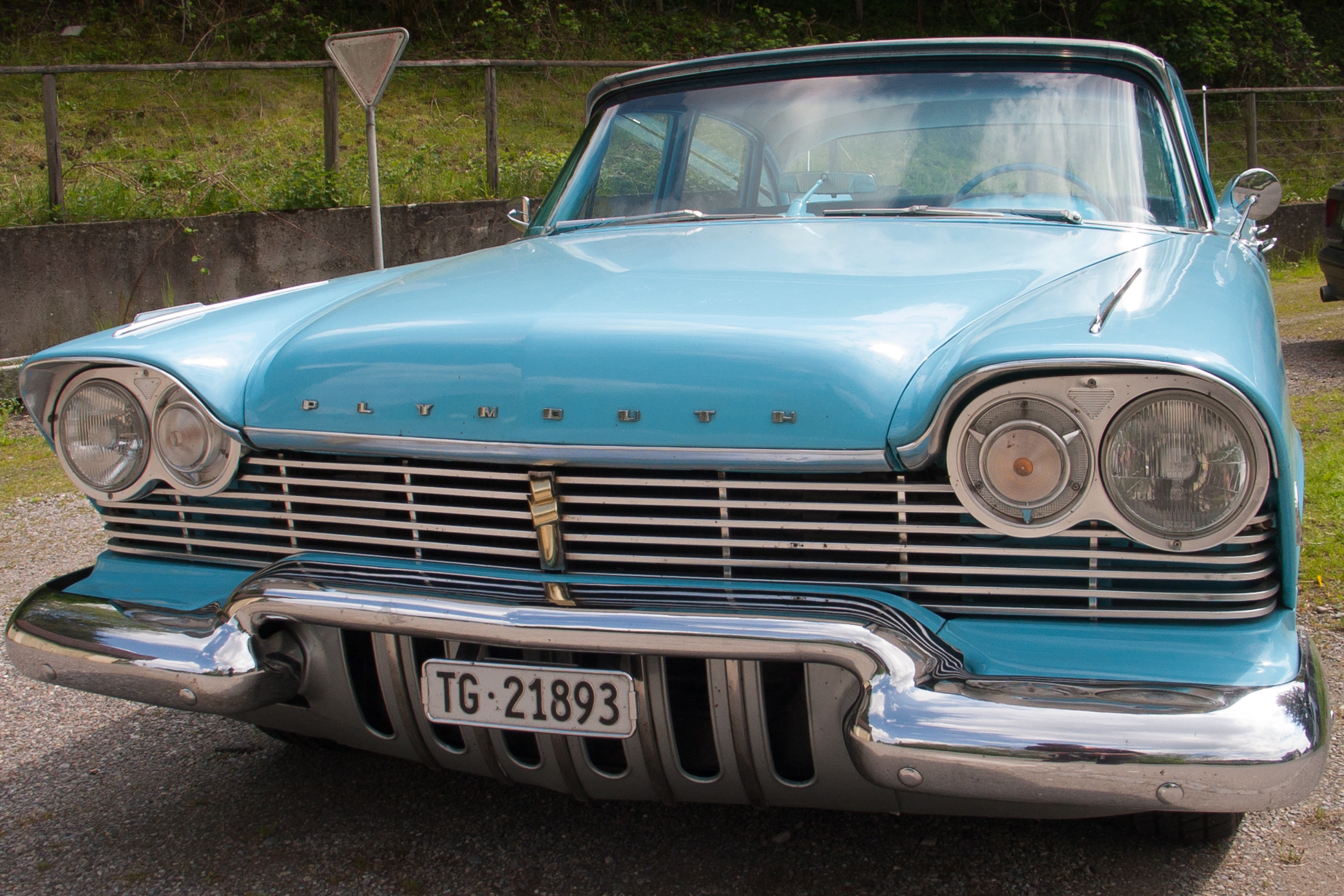
Face avant des Plymouth de 1957.

Année de lancement pour les nouvelles Plymouth et pour le modèle Fury, orienté performances, alors seulement proposé en coupé deux portes de couleur "sand dune white" avec de l'aluminium anodisé couleur or sur la calandre, la bande des flancs et de nombreux éléments de carrosserie.
La calandre est une grille à profilés étroits et rectilignes encadré par quatre optiques (dont deux phares) et surmontant un pare-chocs surélevé en son centre révélant une deuxième grille de ventilation plus massive constituée de six paires d'évents (les brochures promotionnelles et certains exemplaires ont six larges ouïes). Les ailerons accueillent les phares rouges occupant une grande partie du volume et placés par dessus les indicateurs de direction.
La version Plaza est commercialisée avec une courte bande en relief non chromée mais peut aussi recevoir un jonc courant jusqu'aux portières avant et délimitant une zone de couleur différente comme sur les Savoy. Ces dernières se distinguent en version unicolore par la présence d'une bande chromée sans le raccord plongeant des Savoy et Plaza bi-ton. Sur les Belvedere, le client peut soit choisir un large trait de couleur différente entouré par du chrome, reliant la pointe des ailerons aux ailes avant, soit un trait plus fin de longueur comparable que l'on retrouve sur les carrosseries unicolores (la teinte du toit est le plus souvent différente). Celles pourvues d'un 8 cylindres ajoutent un V stylisé à l'avant des flancs (doré sur la Fury) ; en dehors de cette dernière, seul le cabriolet n'était pas proposé avec un moteur à 6 cylindres. En plus de la suspension innovante, la boîte de vitesse TorqueFlite est proposée pour la première fois en plus d'une transmission manuelle et de la transmission automatique PowerFlite, plus ancienne, qui n'est pas disponible avec le V8 "800" le plus puissant. L'équipement du climatiseur, option de plus en plus prisée, quitte le coffre pour le capot.
La popularité des nouvelles automobiles permet enfin à Plymouth de regagner la troisième position parmi les marques les plus commercialisées aux USA, place de choix qu'elle avait perdu en 1954 et que les modèles de 1955 et 1956 n'avaient pas réussi à reconquérir, la faute au succès de Buick.

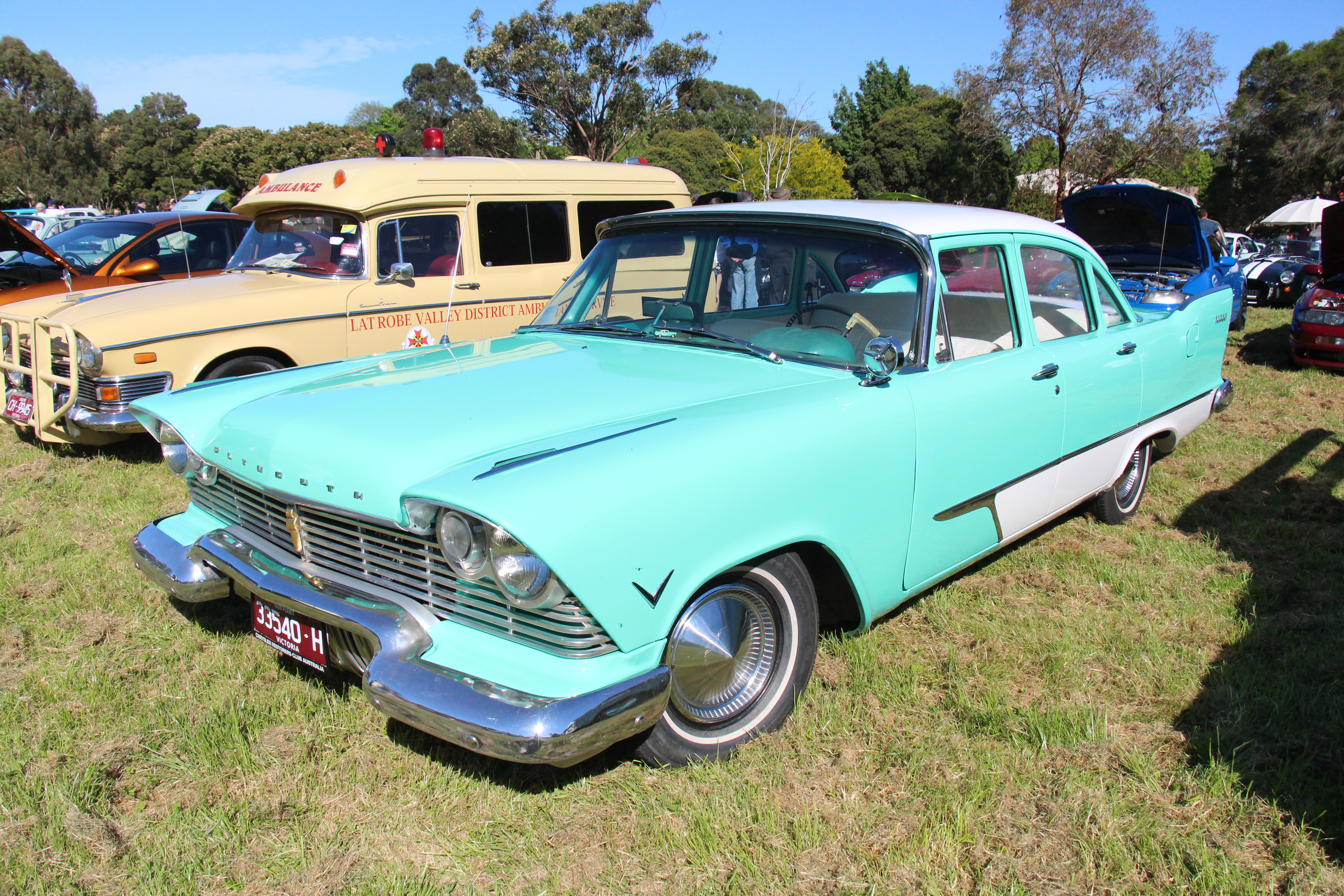
Plymouth Savoy.
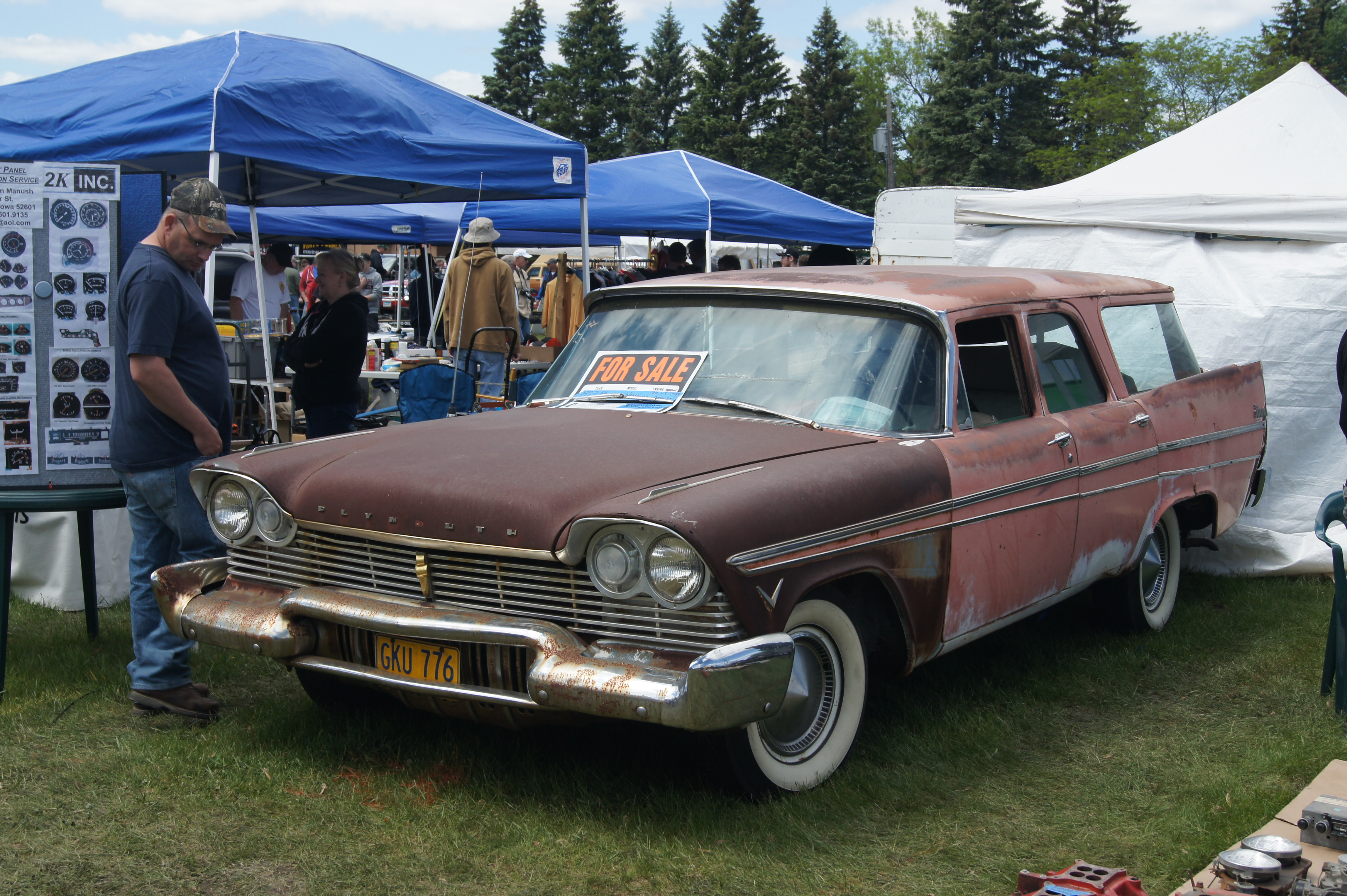
Break Sport Suburban (finition Belvedere).
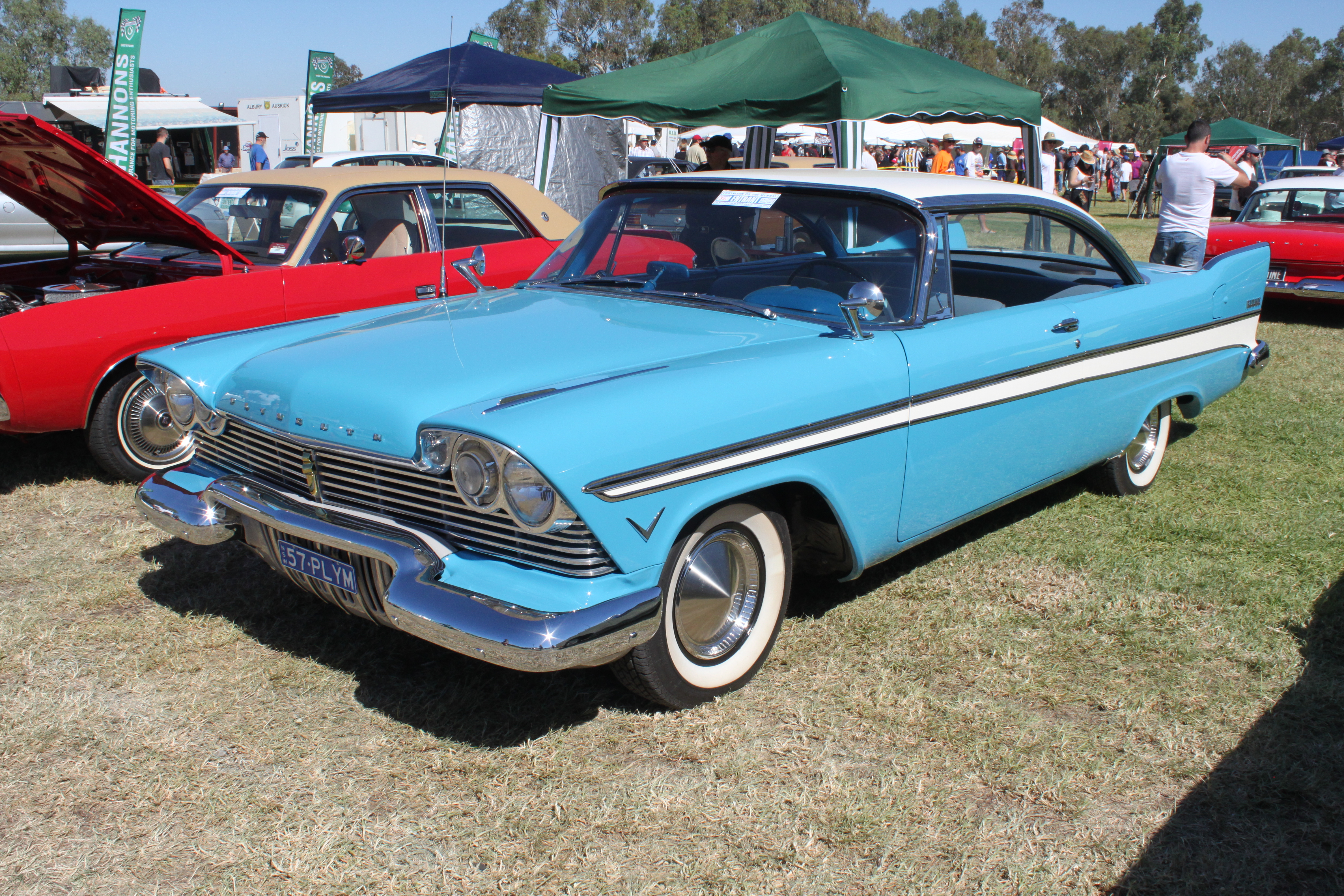
Coupé hardtop Belvedere.
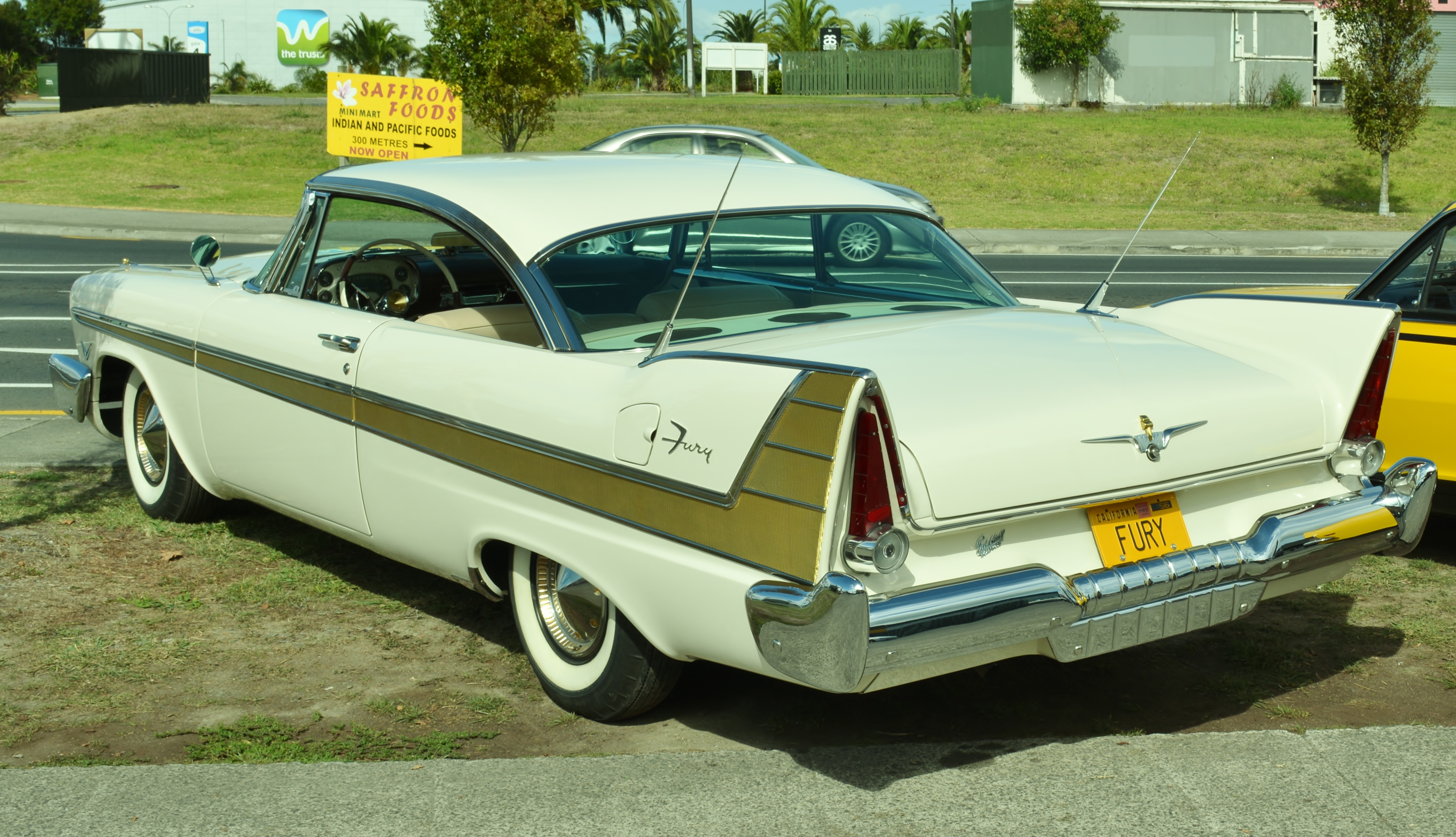
Plymouth Fury, version de lancement.

## 1958

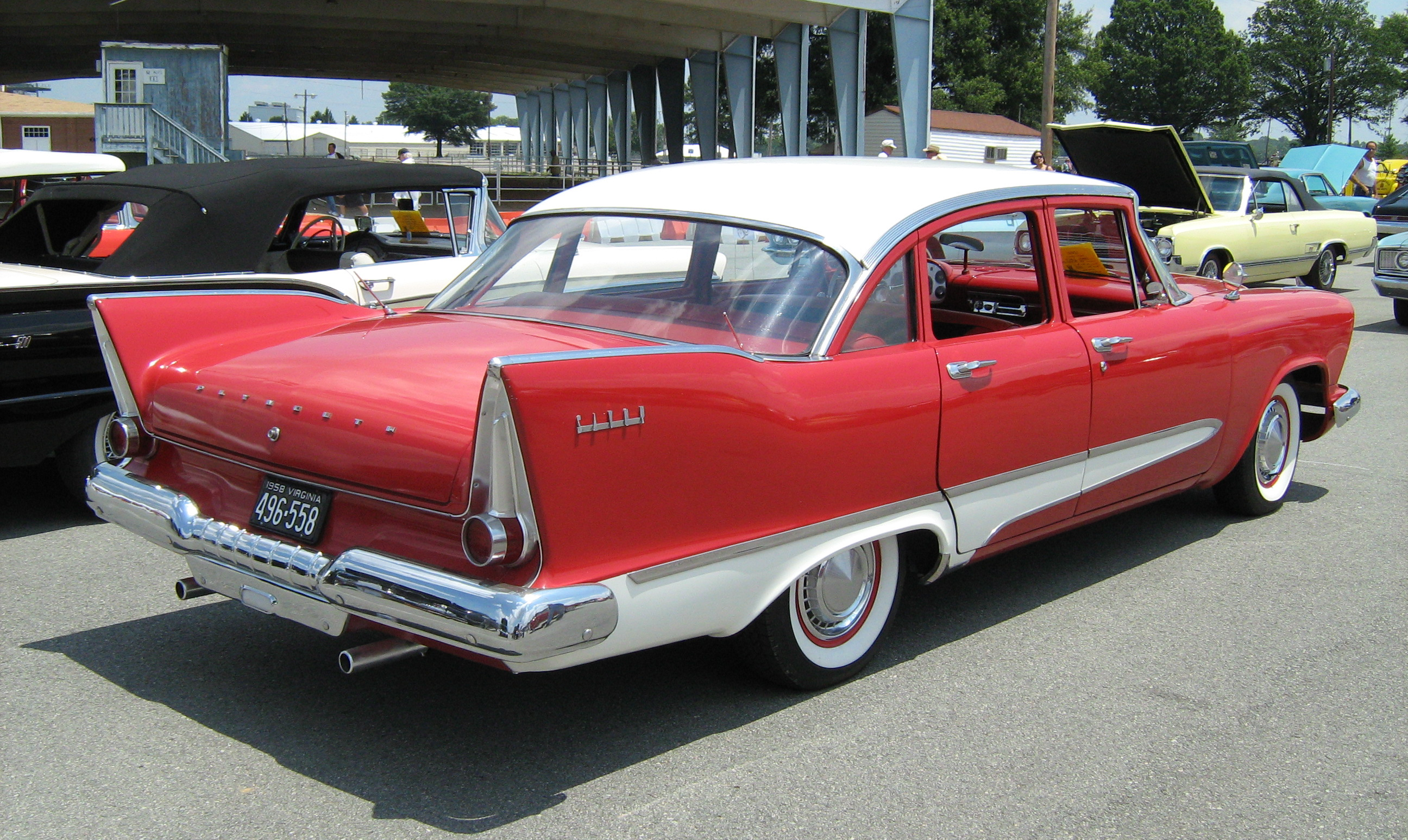
Ailes et phares rouges d'une Savoy 1958.

Le design extérieur évolue par légères touches et corrections : la calandre virtuellement inchangée est désormais entourée de véritables phares doubles (finalement légalisés dans les derniers états récalcitrants) et une grille assortie remplace l'ouverture sous le pare-chocs. Au centre, un V stylisé (sur les voitures équipées d'un V8 uniquement) remplace le bas-relief stylisé du Mayflower, qui disparaît pour la première fois depuis 1928. À l'arrière, la pointe des ailerons perd ses phares rouges, qui migrent vers le bas et sont remplacés par une surface réfléchissante. Comme à l'accoutumée, les intérieurs et la sellerie sont aussi revus ainsi que le nuancier. 
Sous le capot, le nouveau V8 "Golden Commando" de 305 pouces cubes est désormais disponibles sur les Fury uniquement, en plus de celui de 290 disponible depuis 1957. La fury est peinte en "buckskin beige" et or, au lieu du blanc. 
Les gammes et carrosseries disponibles sont inchangés mais la décoration des flancs évolue : la bande latérale des Belvedere a la même forme que les Fury et peut être recouverte d'aluminium anodisé argenté. Les Savoy bicolores "sportone" ont une bande en bas de caisse rappelant celle des DeSoto de 1957. Sans l'option "sportone", les Belevedere et Savoy sont seulement ornées d'un trait chromé à mi-hauteur. Pour leur dernière année d’existence, les Plaza bas de gamme ont, a minima, une ligne chromée plus basse et plus courte mais peuvent sortir d'usine en finition "sportone" avec une pointe de couleur similaire aux Savoy mais s'arrêtant aux roues arrière. Une finition spéciale apparue au printemps 1958 en série limitée : la Plaza "Silver Special". Il s'agit d'une berline deux portes à toit argenté puis quatre portes "sportone" dont la bande de couleur est aussi en aluminium argenté avec des pneus à flancs blancs de série, une bande chromée sur les ailes avant et un symbole "Forward Look" copié sur les Plymouth 1956,.
Malgré de premiers retours négatifs et la récession de 1958, qui toucha tous les constructeurs américains, Plymouth conserve sa troisième position avec 4 258 000 automobiles, un recul moindre que celui de Ford par rapport à 1957.

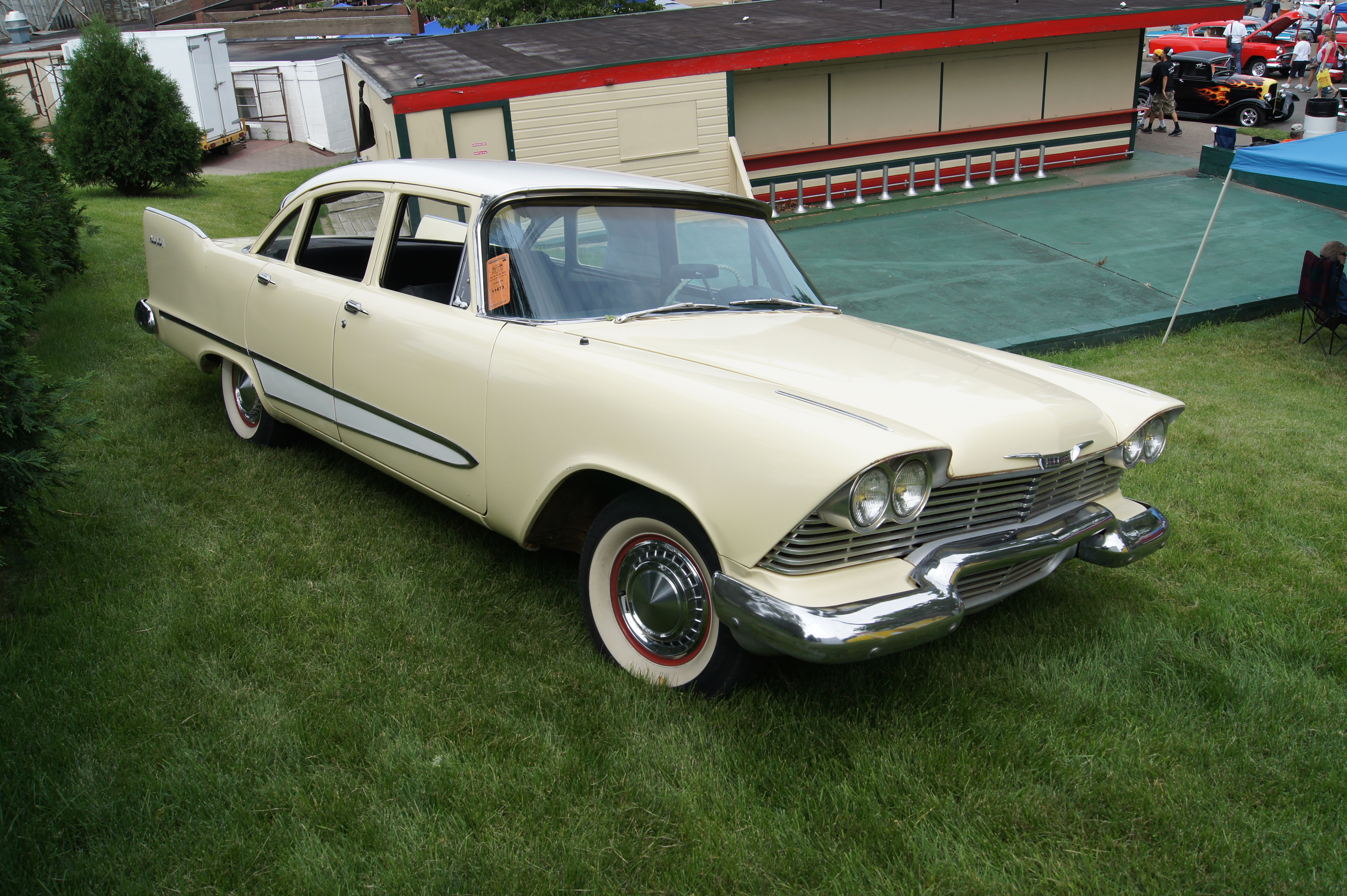
Plymouth Plaza quatre portes.
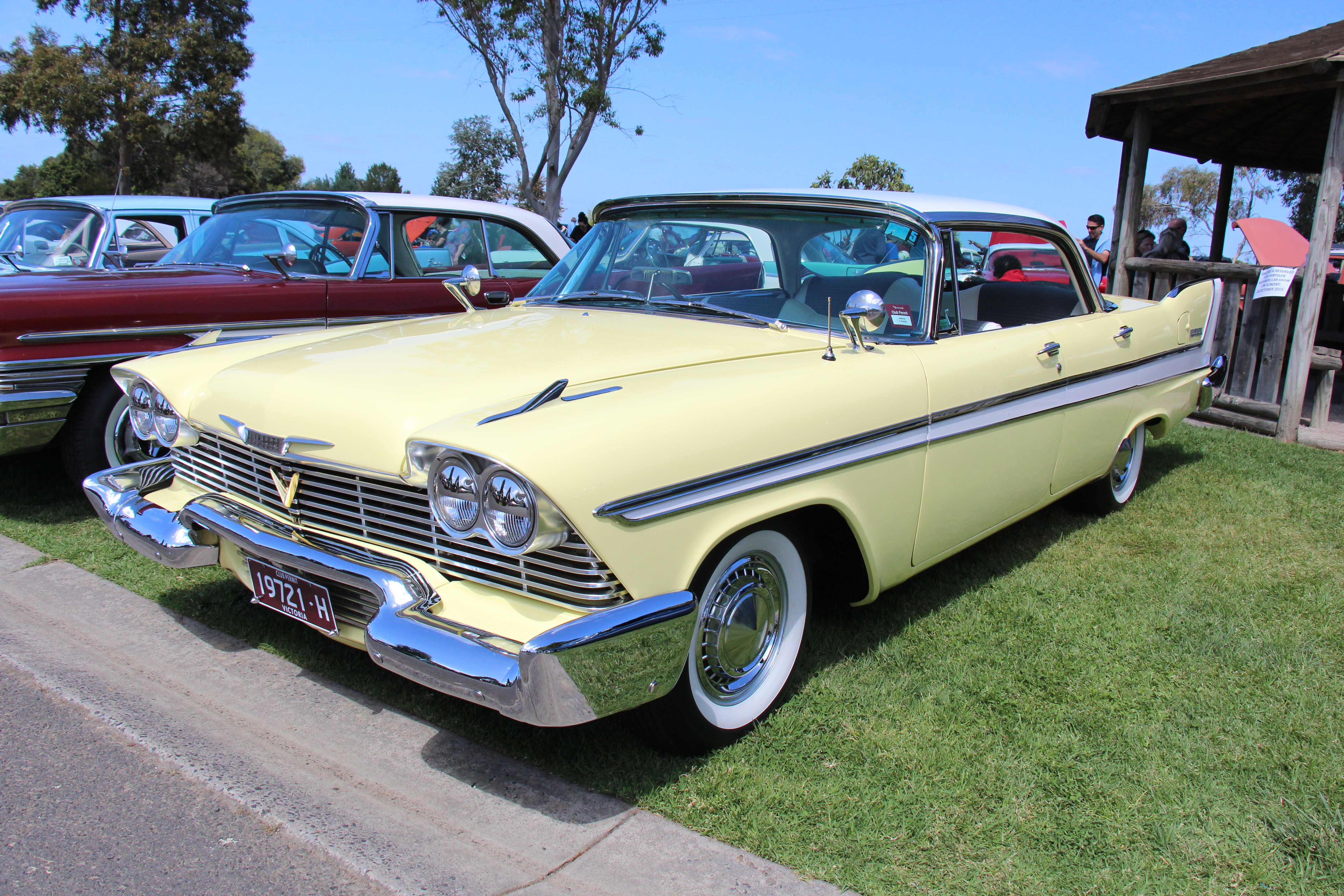
Belvedere quatre portes hardtop.
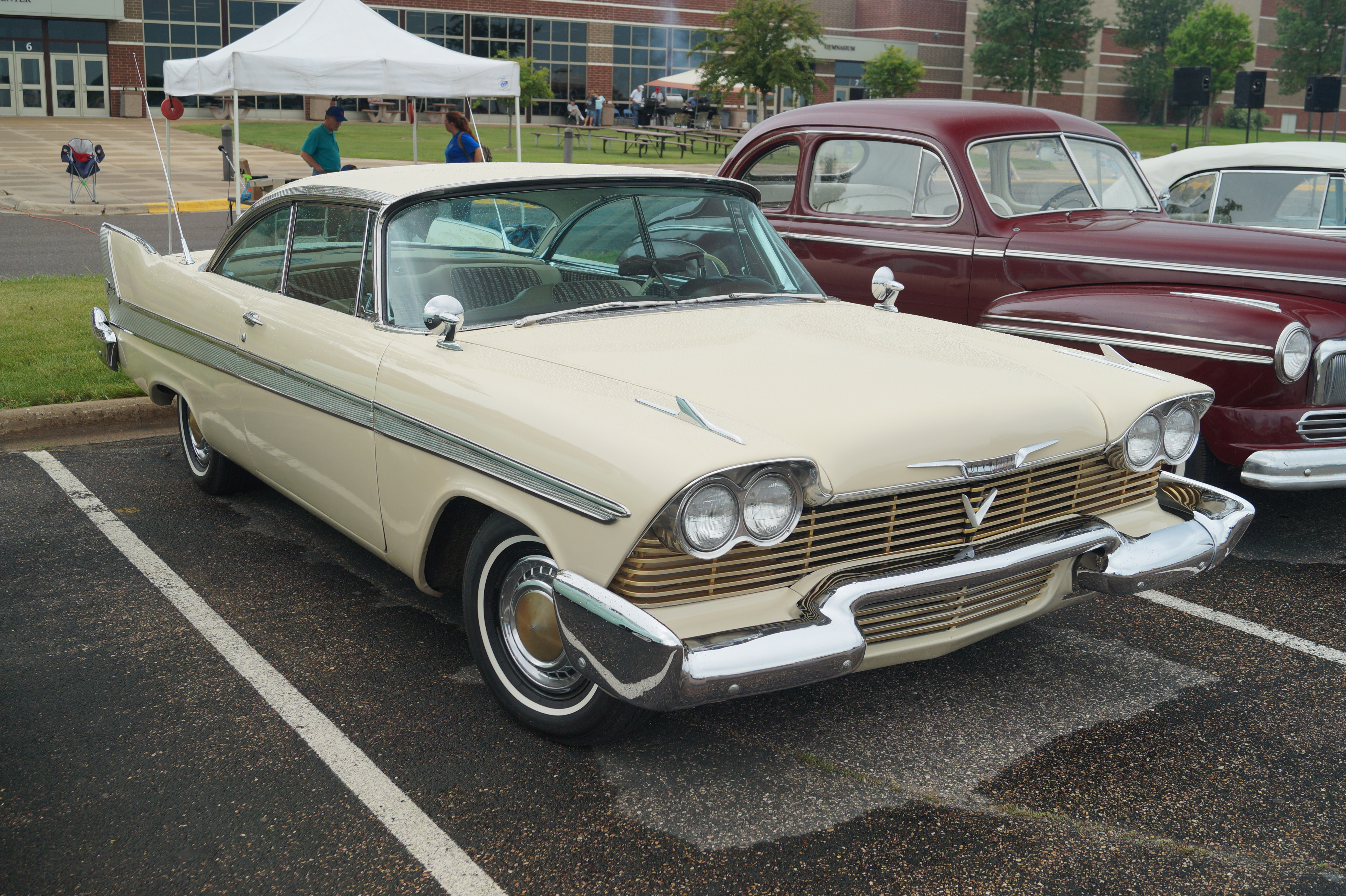
Plymouth Fury de 1958.
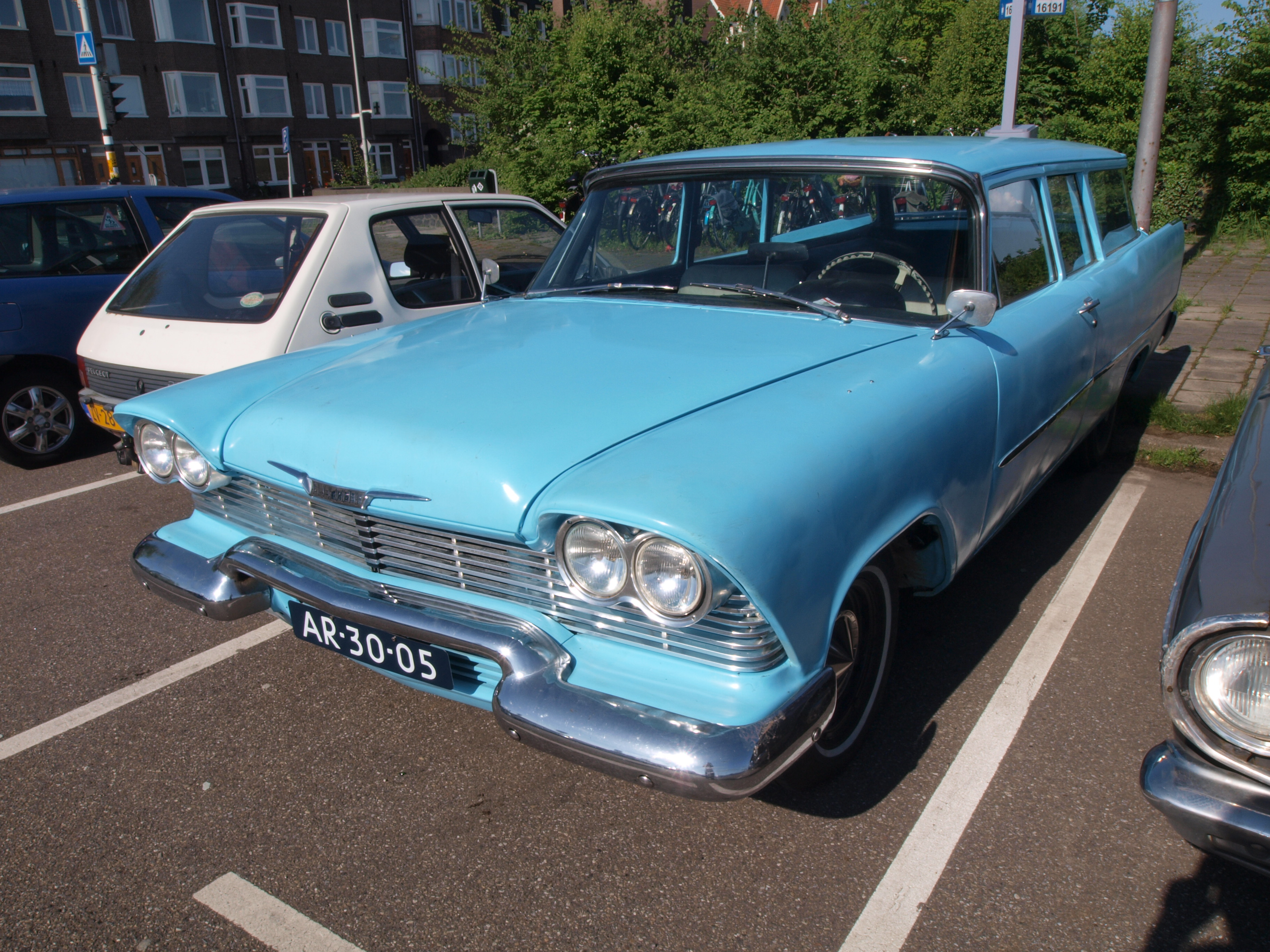
Break suburban deux portes à moteur 6 cylindres (finition Plaza).

## 1959

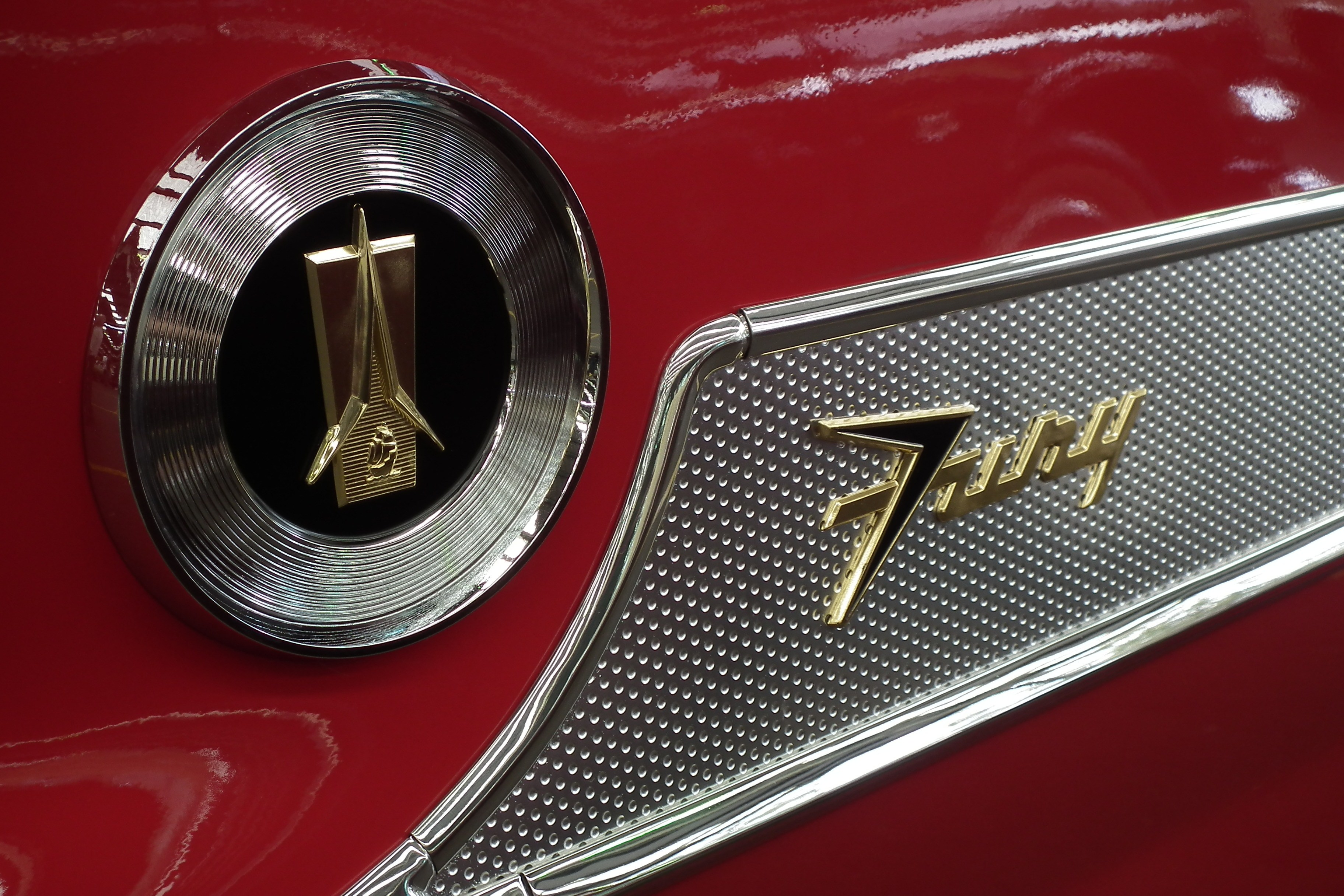
Nouveau logo "Mayflower et fusée" que les Sport Fury arborent aussi sur leurs flancs dans un médaillon.

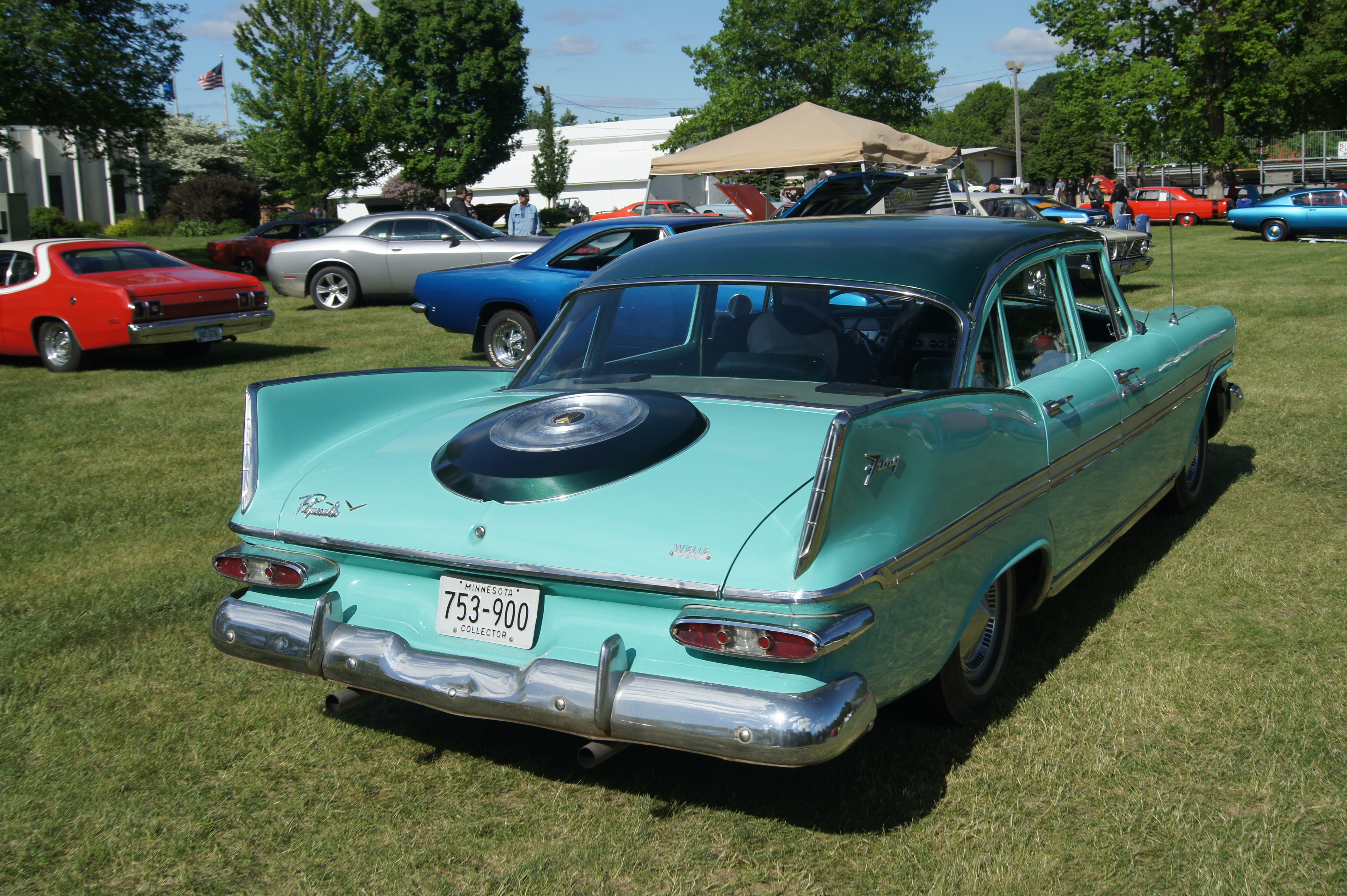
Fausse roue de secours ornant le coffre d'une berline Fury.

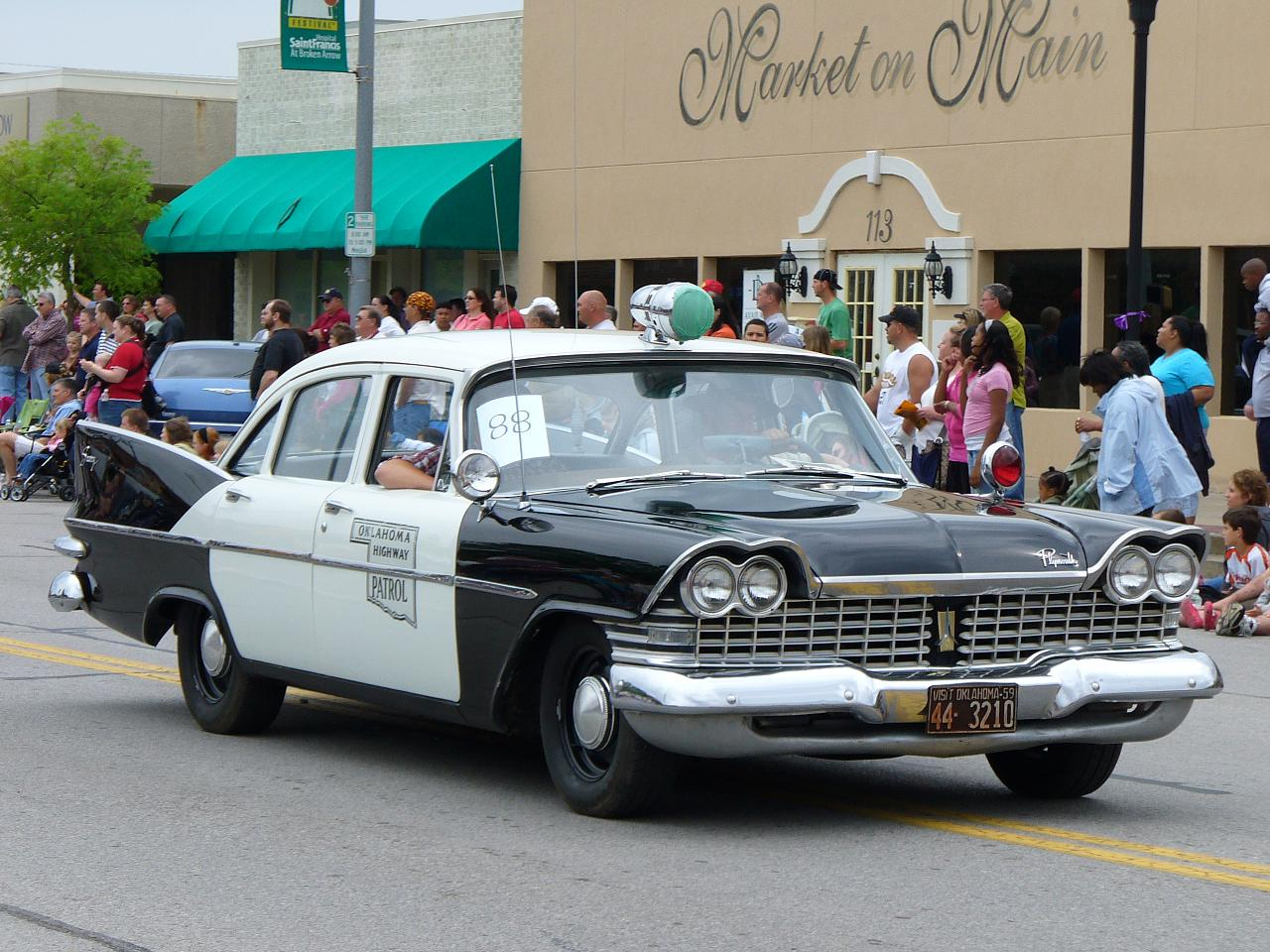
Plymouth Savoy aux couleurs de la highway patrol de l'État d'Oklahoma.

La mauvaise qualité des matériaux et de l'assemblage est maintenant exposée sur la place publique et le chiffre des ventes s'en ressent ;  Plymouth perdra d'ailleurs sa troisième place après 1959. GM a pris de court ses concurrents ses concurrents en remplaçant tous les modèles lancés en 1957 et 1958 par une nouvelle génération, dont la ligne directrice est justement de répondre au style futuriste du groupe Chrysler qui avait mis à mal leur image ; Chevrolet, leur concurrent naturel, peut ainsi se targuer de nouveaux modèles à l'esthétique renommée. Sans suivre la même tendance stylistique, Ford a également opéré un gros restylage de ses automobiles.
Les nouvelles automobiles monocoques étant en préparation pour l'année 1960, Virgil Exner, revenu au travail après une longue absence pour raisons de santé, réalise un restylage bien plus important et coûteux que pour l'année 1958 tandis que les décideurs de chez Chrysler choisissent de redéfinir les quatre gammes de Plymouth :
- la Plaza disparaît, remplacée par la Savoy ;
- la Belvedere descend en gamme, mais ne perd pas pour autant ses cabriolets ;
- la Fury est désormais le nom d'une série entière d'automobiles, comprenant des berlines et des breaks ;
- la Sport Fury reprend le créneau supérieur et ajoute, en plus du coupé hardtop, un cabriolet.

Le nouveau design se caractérise par une grille plus massive composée d'épais barreaux d'aluminium anodisé à motifs carrés encadrant un logo du Mayflower recouvert d'une fusée stylisée au milieu d'une zone de vide. Le pare-chocs ne se relève plus en son centre pour dévoiler l'entrée d'air dont l'aspect évoque celles des avions supersoniques. Le coffre des Sport Fury arbore de série une nouvelle option décorative sous la forme d'une fausse roue de secours à plat façon Continental que l'on retrouvera plus tard sur les premières Plymouth Valiant. Les ailerons arrière, plus fins, ne portent plus d'optiques, ceux-ci étant regroupés dans des coquilles ovales sous un bandeau horizontal continu à la manière de certaines autos de GM.
La Sport Fury se distingue des autres versions par sa bande de chrome s'élargissant au niveau des ailes ; il s'agit du seul modèle à avoir de série la finition "sportone". Sur les Fury ordinaires, elle se caractérise par une bande d’aluminium anodisé d'épaisseur continue (croissante sur les Belvedere). Le même motif — avec un remplissage de la même couleur que la carrosserie — s'observe sur les Fury et Belvedere de teinte régulière. Sur les Savoy, désormais en bas de gamme, un trait de chrome court jusqu'à l'avant des portières et la version "sportone" reprend le motif argenté des "silver special" de 1958 mais disposés à mi-hauteur, sous la bande chromée. Les Savoy sont les principales concernées par une série croissante d'options "heavy duty" destinées à les équiper comme taxis ou voitures de police.

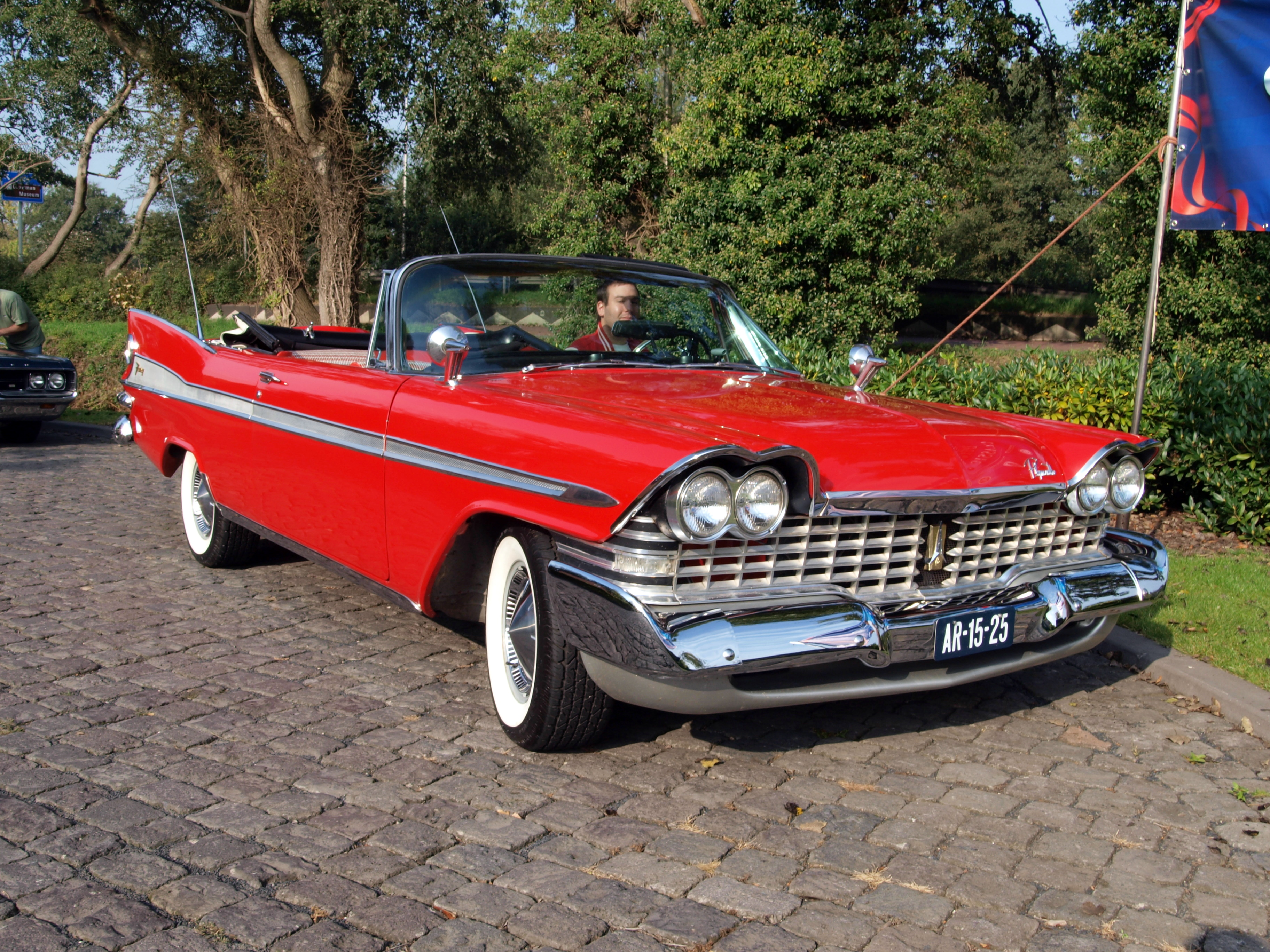
Sport Fury cabriolet.
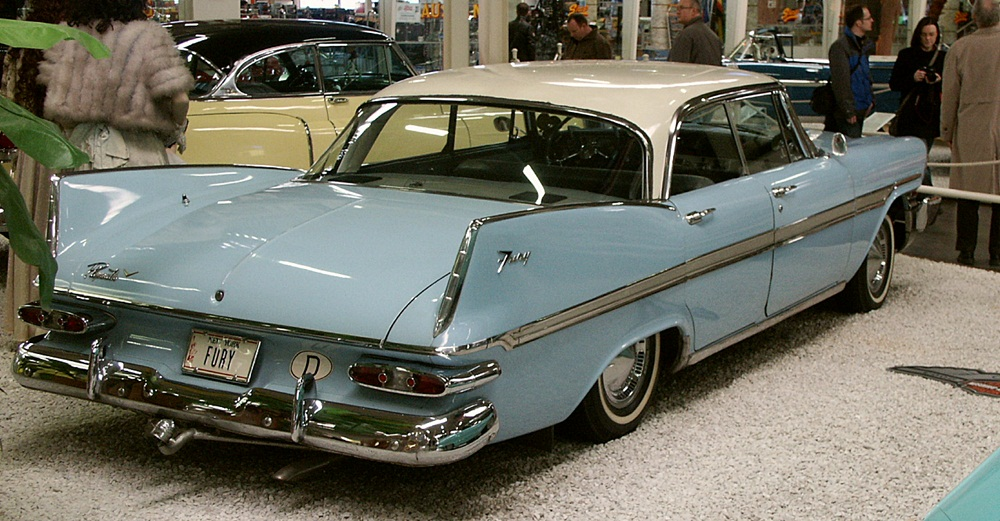
Fury quatre portes hardtop.
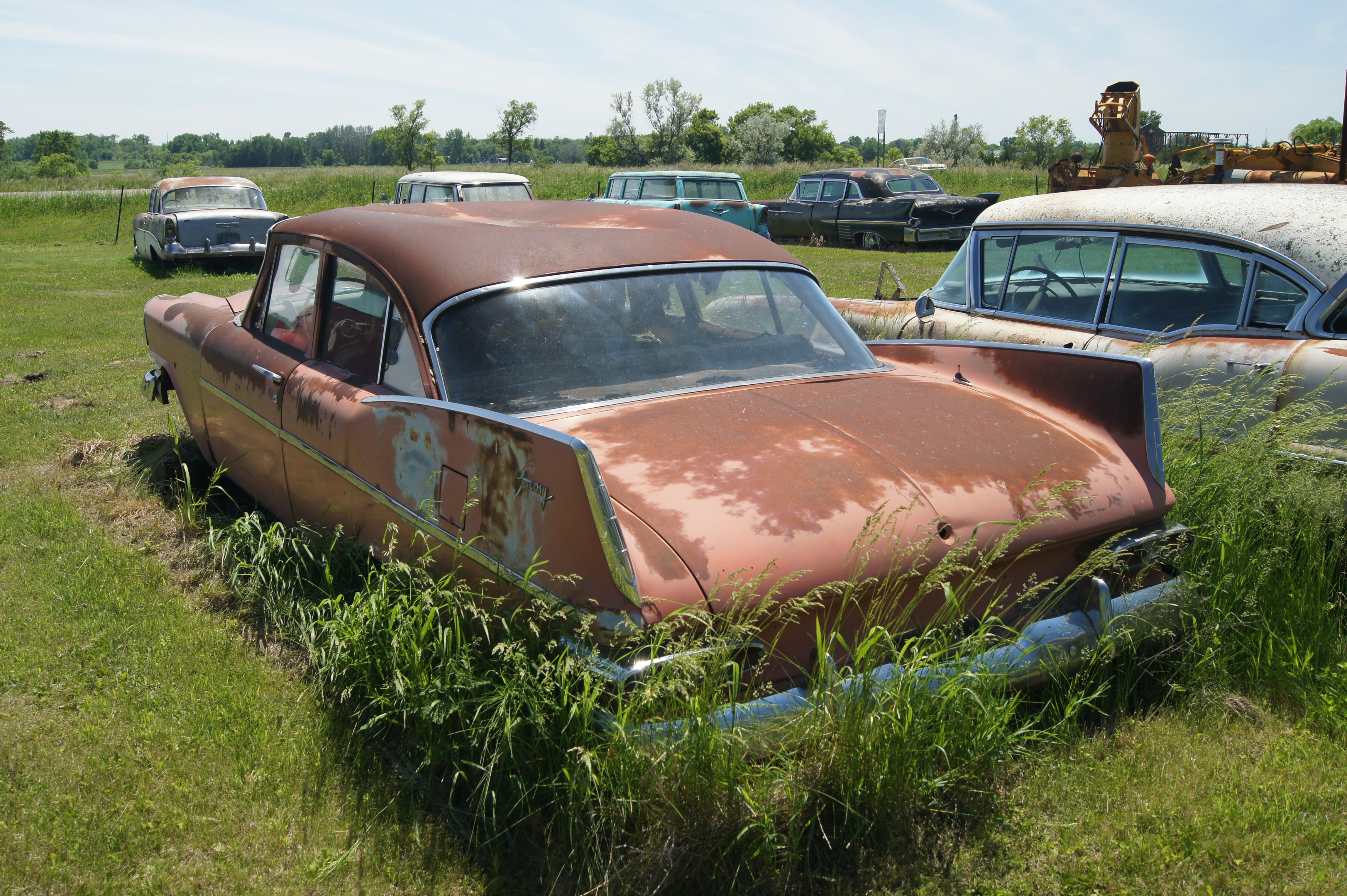
Épave de Savoy deux portes.
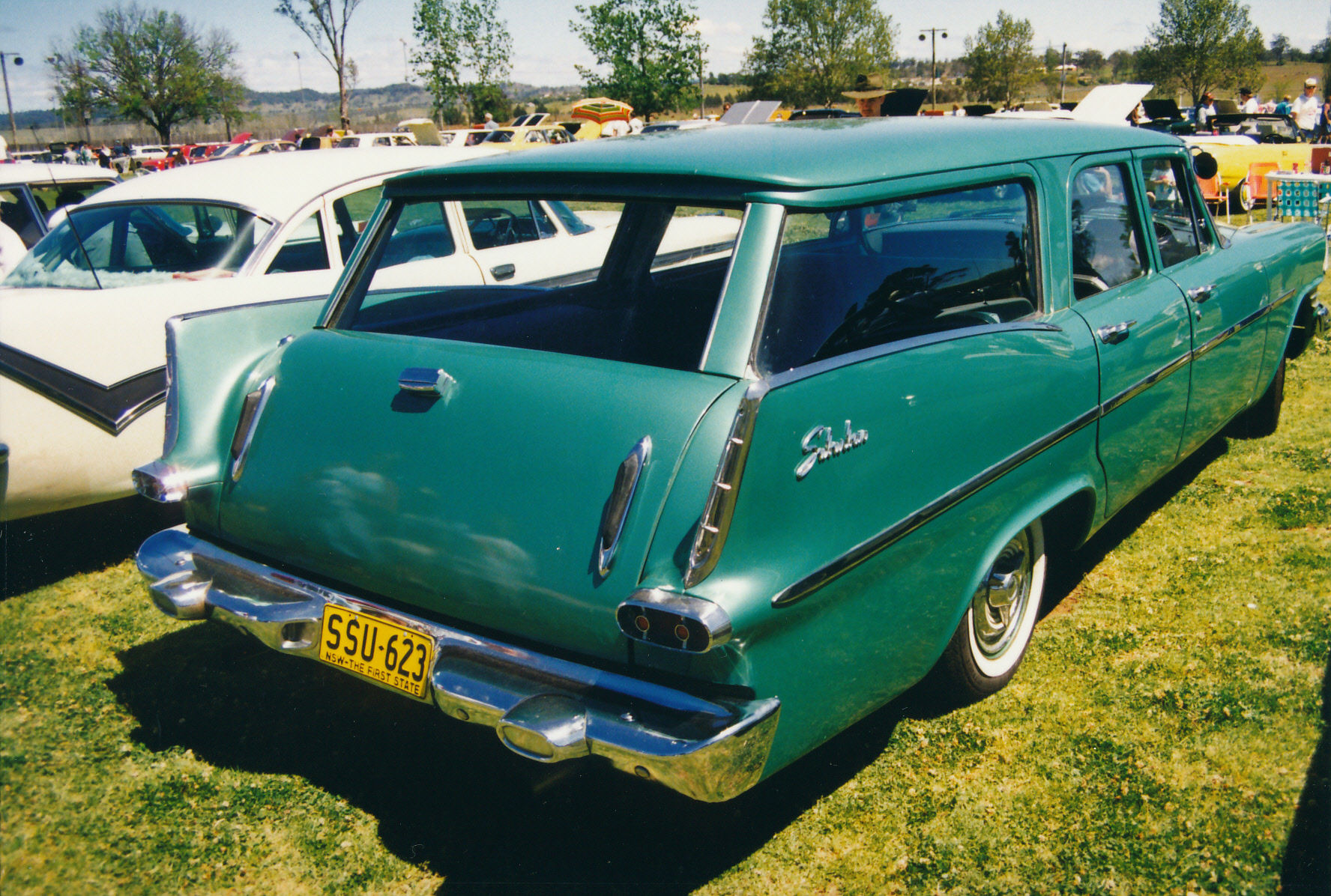
Suburban.

## Plymouth Coronado

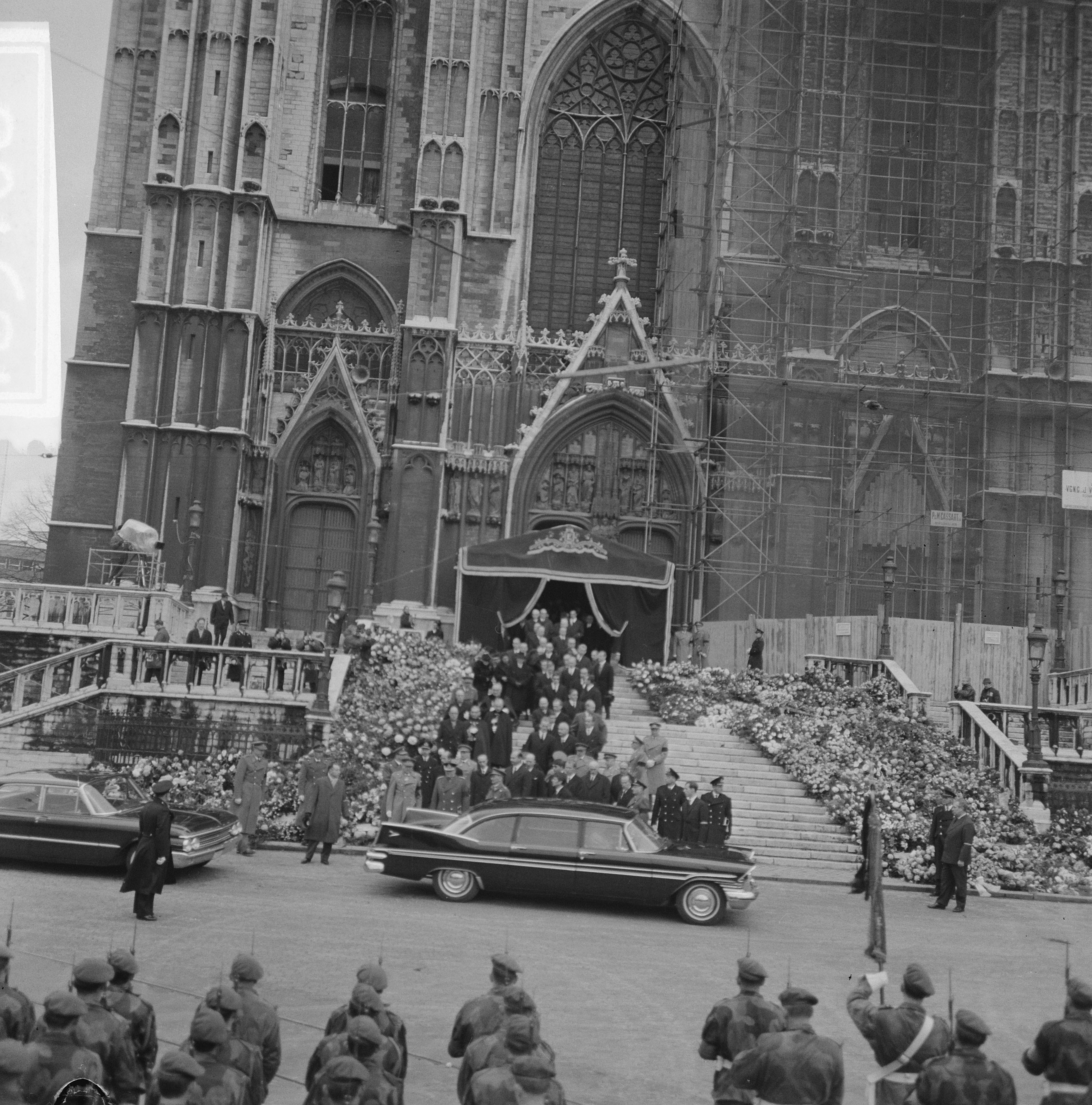
Coronado 1959 aux funérailles de la Reine Elisabeth à Bruxelles (1965).

En 1958, un nouveau modèle est réalisé dans les usines Chrysler S.A. à Anvers. Sur un châssis allongé de 2 pieds dont l'empattement passe à 142 pouces, la Plymouth Coronado est une limousine à huit places dont les portières arrière et vitre de custode ont été redessinées. Des modèles 1958 et 1959 seront fabriqués ainsi que des automobiles basées sur les Plymouth 1960 à 1962 ne leur succèdent. Elle est principalement destinée au marché européen,.

## Versions rebadgées destinées à l'exportation
Afin de disposer d'automobiles moins onéreuses en entrée de gamme pour les marques Dodge et DeSoto, l'usine canadienne de Windsor assemblait depuis de nombreuses années deux modèles (Dodge Kingsway et DeSoto Diplomat) réutilisant une carrosserie et motorisation de Plymouth qui seraient vendues au Canada et à l'exportation : Amérique du Sud, Amérique centrale, Europe, Asie.
En 1957, Chrysler Canada a déjà abandonné la Kingsway, qui est toutefois assemblée sous ce nom par Chrysler Australie.
Au Canada, la gamme est partagée entre les Dodge Crusader (Plaza), Regent (Savoy), Mayfair (Belvedere) ainsi que la Viscount (Fury) apparue en 1959. En dehors de l'empattement, la forme des ailerons, sans rapport avec ceux des 'vraies' Dodge, permet de les reconnaître.

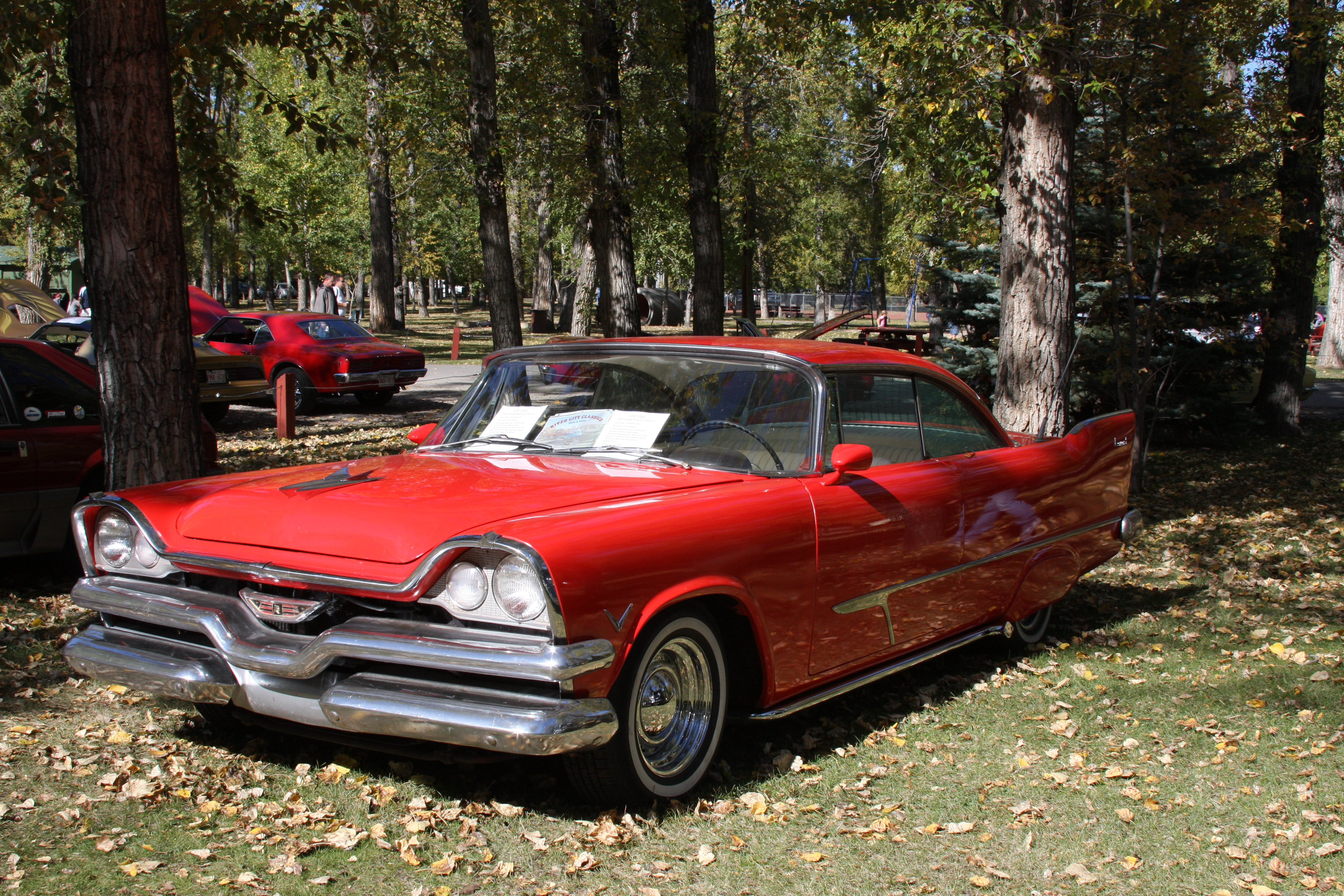
Dodge Regent coupé de 1957.
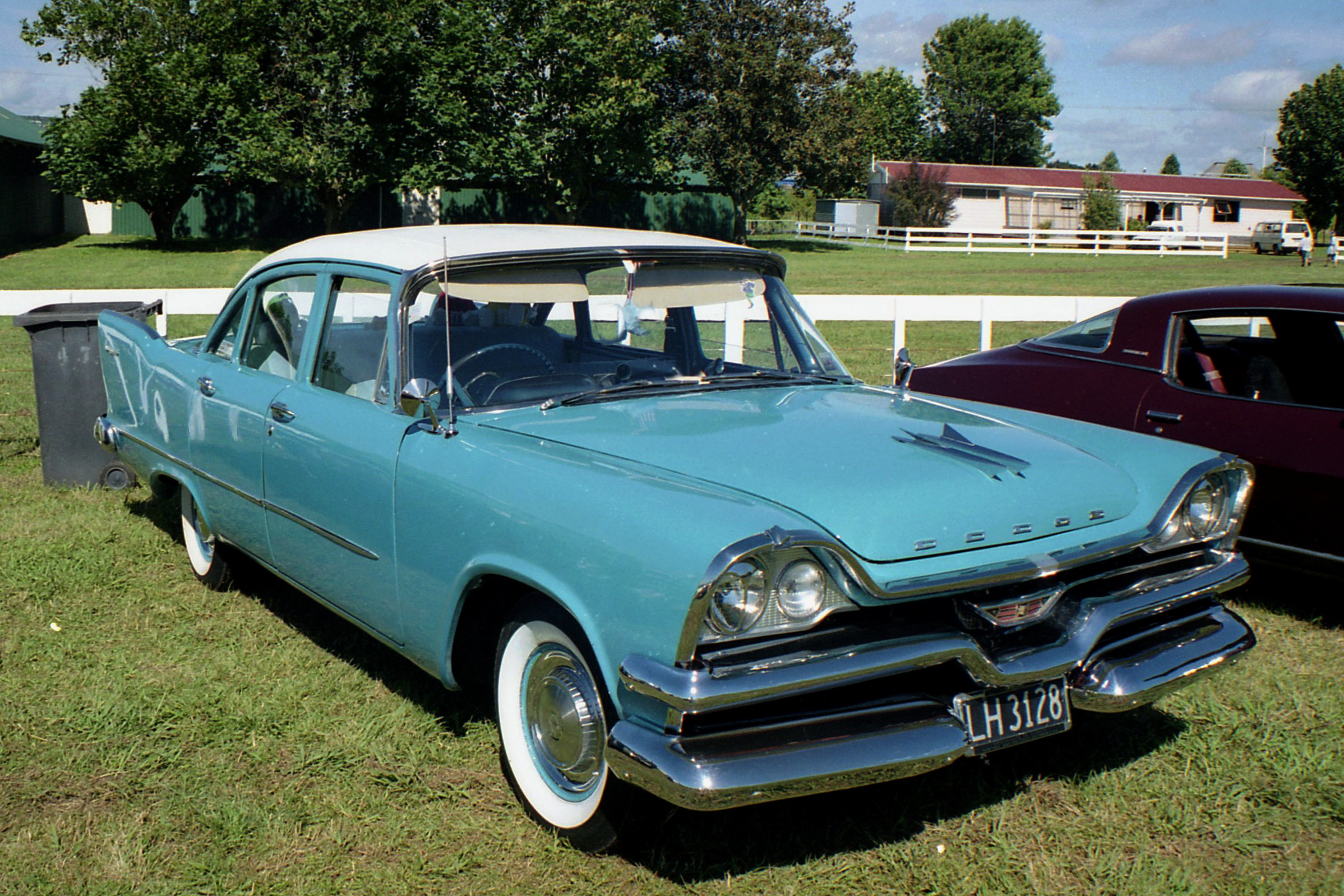
Kingsway australienne de 1957.
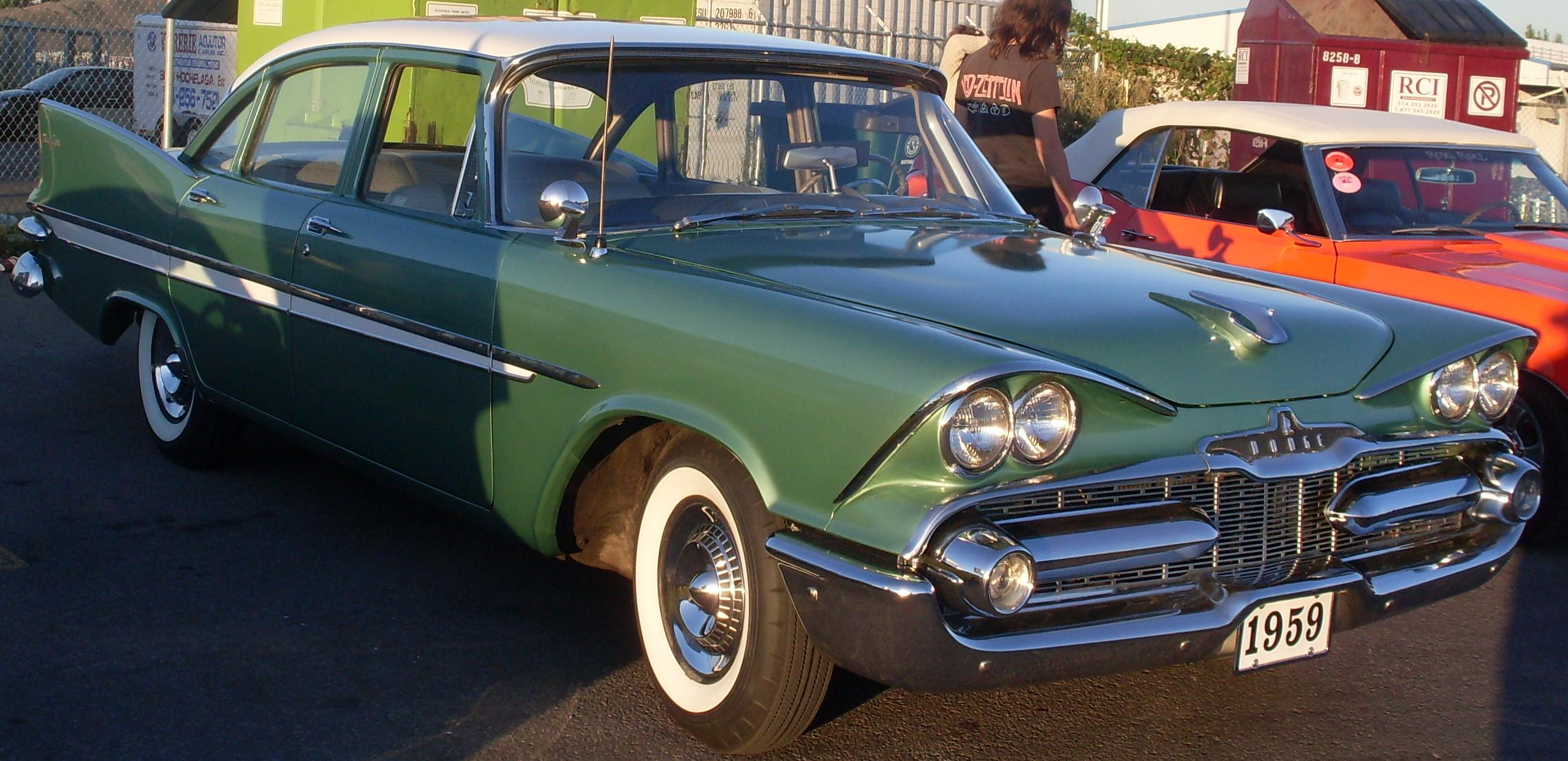
Mayfair de 1959.
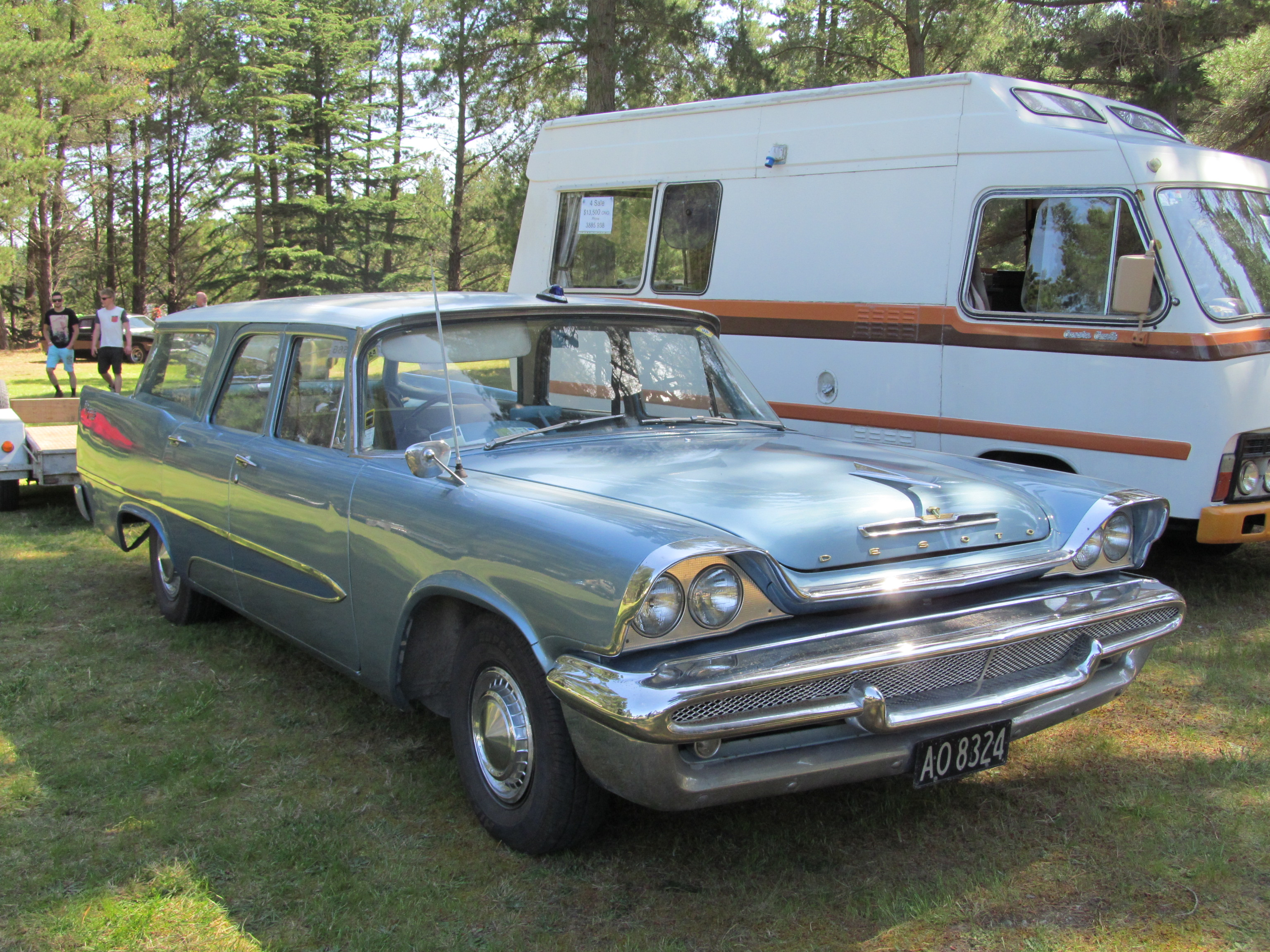
Break DeSoto Diplomat en Nouvelle-Zélande.

## Défauts de construction
L'ensemble des modèles 1957 du groupe Chrysler ont été frappés d'une qualité de fabrication bien en deçà de ce que la clientèle connaissait jusqu'ici, en partie attribuables aux cadences de production et à une mise au point bâclée.
La rouille, problème récurrent des automobiles de l'époque, frappait plus durement encore les Plymouth et même les Chrysler Imperial, la faute à un traitement anti-corrosion minimaliste et inégal ainsi qu'à une étanchéité imparfaite. Certains exemplaires étant déjà attaqués par la rouille chez les concessionnaires. Mal protégée contre la boue et l'eau la barre de torsion pouvaient se briser net entraînant, au mieux, de coûteuses réparations.
À l'inverse, les moteurs et la nouvelle transmission automatique TorqueFlite étaient une réussite, la seconde continuera d'évoluer pendant cinq décennies.
Alerté par l'ampleur du phénomène, Chrysler tentera d'y remédier sur les modèles 1958 et 1959, avec un succès plutôt relatif, mais le mal était fait et les ventes chuteront abruptement. La mise au point des Plymouth 1960, de construction monocoque et soigneusement traitées contre la rouille, ne parvenant pas à inverser la tendance.

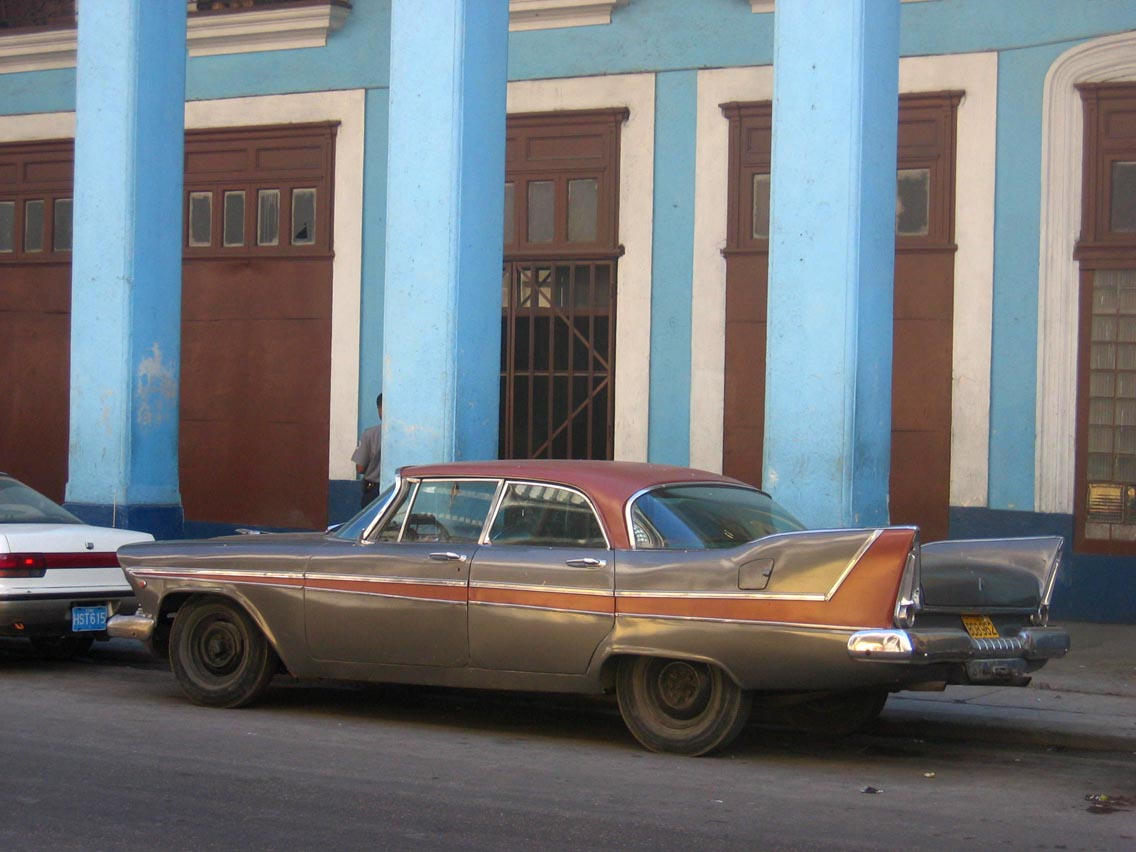
Berline hardtop à La Havane.

À cause de ces problèmes de vieillissement accéléré, rares sont les Plymouth 1957-59 encore roulantes à la fin des années 1960. Le nombre de Plymouth conservé en bon état est proportionnellement plus faible que les Chevrolet contemporaines, en particulier celles de 1955-57 qui ont eu une longue carrière de seconde main et davantage de transformations en custom. La rouille a également eu raison de nombreuses Ford 1957-59.
On retrouve malgré cela plusieurs Plymouth, Dodge, DeSoto et Chrylser (versions USA et export) en état de marche sur les routes cubaines.

## Dans la littérature et le cinéma

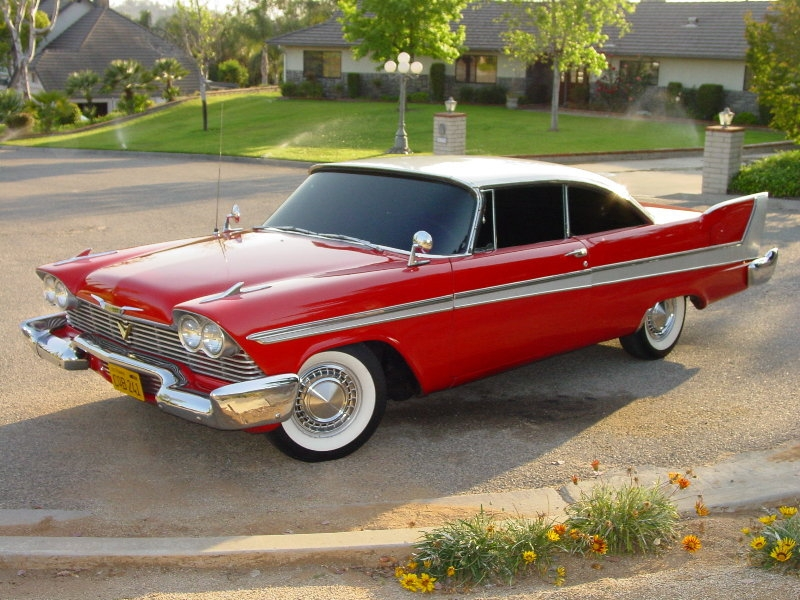
Exemplaire survivant du tournage du film Christine.

Le livre de Stephen King Christine, adapté au cinéma en 1983 par John Carpenter, met en scène une Plymouth Fury coupé de 1958 animée d'intentions meurtrières. Le film et le livre s'écartent légèrement de la réalité : dans le livre elle est décrite comme une quatre portes, version qui n'apparaît qu'en 1959, tout comme la couleur rouge vif qu'elle arbore dans le film (les Fury de 1957-1958 sont uniquement peintes en beige et or). En tout, 23 automobiles (des Belvedere et Savoy) ont été utilisées pour le tournage avant d'être revendues à la ferraille.
On retrouve plusieurs références à cette voiture dans d'autres de ses romans ou leurs adaptations à l'écran :
- Dans son roman 22/11/63, une Fury en tous points identique apparaît à plusieurs reprises, annonçant à chaque fois un tournant malheureux dans l'histoire du héros ;
- Dans le roman Ça, la créature prend l'apparence d'un Belch Huggins cadavérique pour conduire à bord d'une Fury 1958 rouge son ancien ami Henry Bowers à la poursuite des héros[25] ;
- Elle apparaît très brièvement dans le film Cat's Eye et le roman Le Fléau[24].
- Au cinéma, la Plymouth 1957 apparait dans le film La ronde du crime de Donald Siegel de 1958.